# اندیس اولادقباد۵
اولادقباد۵ یک اندیس غیرفلزی است که در حوالی شهر نفت استان لرستان قرار دارد و مادهٔ معدنی موجود در آن، قیر طبیعی است. سنگ میزبان این اندیس آهک است.